# Zahrada na terase Jízdárny

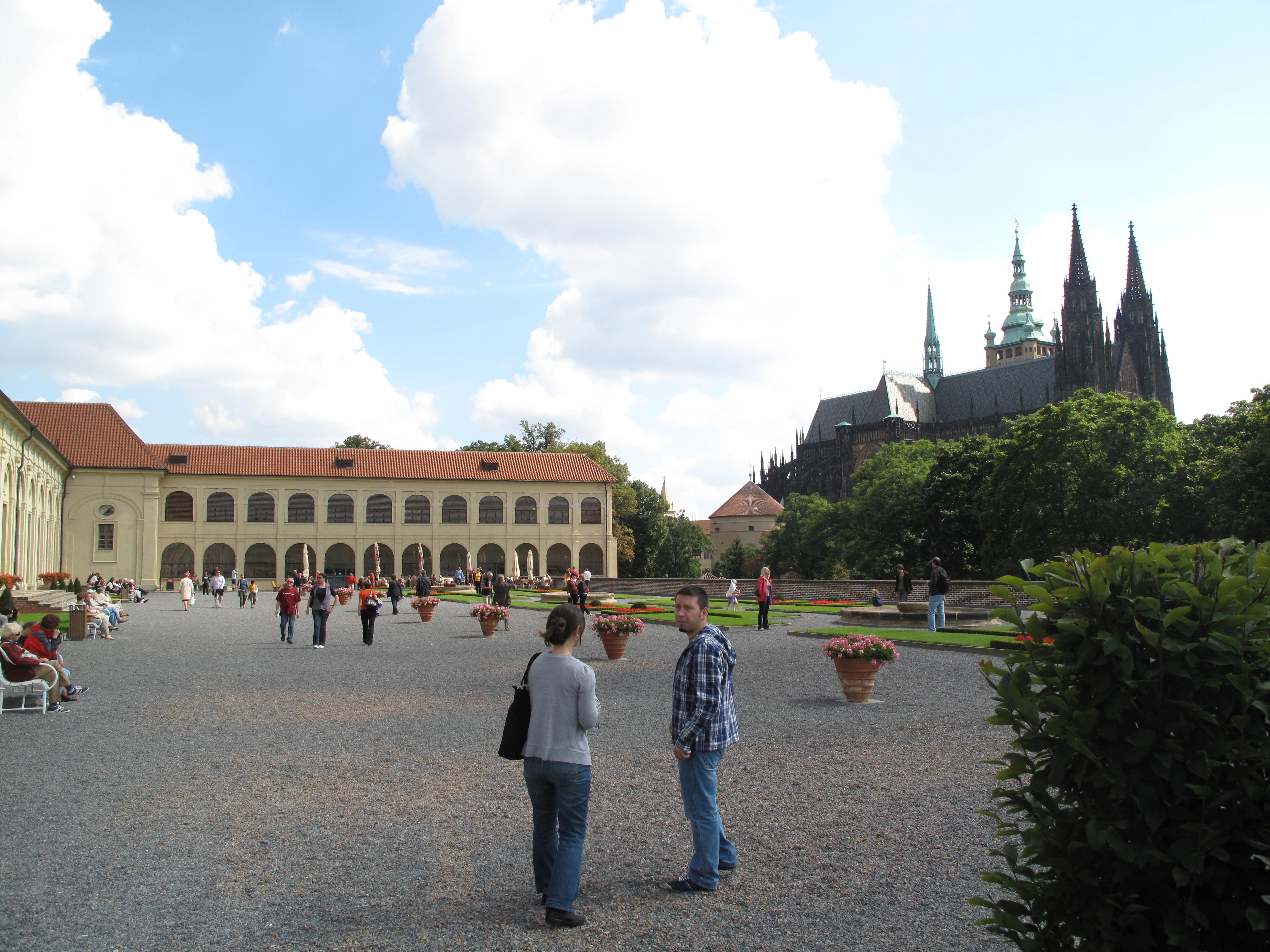
Terasa Jízdárny se zahradní úpravou

Zahrada na terase Jízdárny patří mezi severní zahrady Pražského hradu. Je nejmladší hradní zahradou. Vstup je z ulice U Prašného mostu u Jízdárny Pražského hradu.Terasa má výměru 3452 m² a rozkládá se ve výšce 260 m n. m.

## Historie
Jízdárna Pražského hradu byla vybudována koncem 17. století a plocha kolem ní se začala využívat k provádění koní a k jezdeckým účelům. Od konce 18. století místo sloužilo vojsku. V dalších letech zde bydlel zámecký hejtman a hrad tady měl hospodářské zázemí. V letech 1950 až 1956 byly vybudovány na místě bývalé letní jízdárny garáže. Na střeše nově zbudovaných garáží vyprojektoval architekt Pavel Janák ojedinělou zahradu, kterou dokončil jiný architekt, Vladimír Tintěra.

## Architektura zahrady
Prostor před jižním průčelím Jízdárny je sevřený budovami a dvojitým živým plotem. Má vzhled barokních parterů. Dotvářejí ho květinové záhony, pískový povrch, tři vysoká schodiště, na jihu ornamentální parter s cestami, oválné bazény s fontánami, vázy  a zatravněné obrazce. Jízdárenský dvůr obsahuje obdélné obrazce s lípou srdčitou. Střešní zahrada a dvůr je přístupná v průběhu celého roku. Místo je od roku 1998 známé svými etnickými koncerty.

## Současnost
V roce 2007 prošla zahrada rekonstrukcí a dostala novou úpravu, která je dílem hradních zahradníků.